# Clarington (Ohio)
Clarington è un villaggio degli Stati Uniti d'America, situato in Ohio e in particolare nella contea di Monroe.